# Tahiti International 2013
Die Tahiti International 2013 als offene internationale Meisterschaften von Französisch-Polynesien im Badminton fanden vom 19. bis zum 21. April 2013 in Punaauia statt.

## Austragungsort
- Punaauia, Halle des Sports UPF

## Sieger und Platzierte
| Disziplin    | Gold                          | Silber                                   | Bronze                                    |
| ------------ | ----------------------------- | ---------------------------------------- | ----------------------------------------- |
| Herreneinzel | Brice Leverdez                | Matthieu Lo Ying Ping                    | Thomas Rouxel                             |
| Herreneinzel | Brice Leverdez                | Matthieu Lo Ying Ping                    | Lucas Corvée                              |
| Dameneinzel  | Salakjit Ponsana              | Sashina Vignes Waran                     | Jamie Subandhi                            |
| Dameneinzel  | Salakjit Ponsana              | Sashina Vignes Waran                     | Nicole Grether                            |
| Herrendoppel | Ruud Bosch Koen Ridder        | Laurent Constantin Matthieu Lo Ying Ping | Bjorn Seguin Yoann Turlan                 |
| Herrendoppel | Ruud Bosch Koen Ridder        | Laurent Constantin Matthieu Lo Ying Ping | Lucas Corvée Brice Leverdez               |
| Damendoppel  | Nicole Grether Charmaine Reid | Amanda Brown Kritteka Gregory            | Jacqueline Guan Gronya Somerville         |
| Damendoppel  | Nicole Grether Charmaine Reid | Amanda Brown Kritteka Gregory            | Sashina Vignes Waran Teshana Vignes Waran |
| Mixed        | Ruud Bosch Salakjit Ponsana   | Laurent Constantin Teshana Vignes Waran  | Oliver Leydon-Davis Susannah Leydon-Davis |
| Mixed        | Ruud Bosch Salakjit Ponsana   | Laurent Constantin Teshana Vignes Waran  | Tom Armstrong Tracey Hallam               |